# Cornel Țăranu
Cornel Țăranu (Cluj-Napoca, Transilvania, 20 de junio de 1934-18 de junio de 2023) fue un compositor de música clásica y director de orquesta rumano. 

## Vida
Estudió composición entre 1951 y 1957 con Sigismund Toduta en la Academia de Música Gheorghe Dima de Cluj-Napoca. Posteriormente fue discípulo de Nadia Boulanger y Olivier Messiaen en el Conservatorio de París. Entre 1968 y 1969 fue alumno de György Ligeti en Darmstadt (Alemania).

## Obra
Su obra consiste principalmente en composiciones para orquesta, música de cámara y vocal. Es autor de la ópera The Secret of Don Giovanni, en 3 actos según libreto de Ilie Balea, (1969-70).